# Lepisiota spinosior
Lepisiota spinosior är en myrart som först beskrevs av Auguste-Henri Forel 1913.  Lepisiota spinosior ingår i släktet Lepisiota och familjen myror.

## Underarter
Arten delas in i följande underarter:
- L. s. ballaensis
- L. s. natalensis
- L. s. spinosior